# 99P/Kowal
99P/Kowal 1, komet Jupiterove obitelji. 